# 贝莱姆·格雷罗
贝莱姆·格雷罗（西班牙語：Belem Guerrero，1974年3月8日—），墨西哥女子自行车运动员。她曾代表墨西哥参加1996年、2000年和2004年夏季奥林匹克运动会自行车比赛，其中2004年奥运会获得一枚银牌。